# خور خورة (سلماس)
خور خورة هي قرية في مقاطعة سلماس، إيران. يقدر عدد سكانها بـ 454 نسمة بحسب إحصاء 2016.